# 岑珈其
岑珈其（英語：Kaki Sham，1990年7月24日—），是香港男演員及歌手，曾為Dumb Youth旗下的男子組合PlayTime的成員之一。

## 背景

### 早年生活
岑珈其自小於新界屯門區成長，有4名兄姊，就讀香港紅卍字會屯門卍慈小學（2002年小六）及新會商會中學（2005年中三），與演員林耀聲為中學同學。岑珈其在校時曾屢犯校規，需要母親到警署為他保釋，學業方面成績一般。他由中三升讀中四年級之前由於學校改制，要淘汰兩班學生，終令在190多名學生之中考得第137名的他被篩走，被迫轉到其他中學完成學業。當時他沒有直接接受高中教育，反而先報讀職業訓練局課程，再尋找私立中學考取中五畢業學歷和應考香港中學會考。林耀聲當年是被岑珈其說服一同報考會考的同學。

### 從演之路
岑珈其自小受電影《烈火戰車》影響，對演員飾演不同角色一事覺得有趣而立志成為演員，16歲參演第一部電影《烈日當空》。此前他正在外求學，同時花了1年時間從事兼職如任職街邊籌募大使，以賺取生活費。在2007年踏入17歲那年，剛考畢會考的他未幾通過昔日認識的學校社工介紹，接觸正在蒐集資料撰寫劇本的導演麥曦茵，繼而被她賞識出演《烈日當空》。他其後一直主動尋覓試鏡機會，5年間主演、客串或為多部香港電台劇集（首部港台作品是《毒海浮生》〈肖子〉）及電影擔任替身，同時繼續從事兼職如倉務員、保險經紀及地產經紀（早晚兩更）等等；18歲時首執導演筒，憑紀錄片《活在當下》在一片爭議聲中奪得第十四屆IFVA青少年組金獎，並參與多個外國影展包括：第三十二屆香港國際電影節、新加坡國際電影節、第九屆亞洲電影節、日本橫濱國際電影節、德國漢諾威國際電影節競賽電影。後獲「影意志」邀請拍攝短片《Hope》及得到IFVA引薦，成為《A Creative Journey with Lung Kong》短片新導演之一。在獲得M21資助下，岑珈其執導了首齣劇情短片《更大的監獄》；於2014年1月主持節目《全職旅人》遠赴柬埔寨探訪貧民區及愛滋病童。
2012年，岑珈其成立四人男子組合PlayTime，在數位成員當中主力演戲，較多是接拍香港電台電視劇和學生電影作品，又主持網上電台節目。他組織該組合的原因旨在製造演出機會，以無償付出的方式到社區中心、老人院、幼稚園、商場等場所表演。2014年主演劉國昌導演作品《獅子山下2014之做地產》。他後來於2015年參演了《點五步》，飾演陳強一角開始為人熟悉。本來陳志發導演只想找林耀聲出演電影，然而當陳氏知道岑珈其沒有被安排加入演出之列，仍主動與林耀聲練習打棒球的戲份，兼且向自己積極爭取演出機會，最終決定予以一個電影角色。2018年，岑珈其首次擔任男主角主演了歐文傑導演的《非同凡響》，上映後獲得好評。及後於2019年參演ViuTV電視劇《教束》，播映後亦得到好評。2020年擔任ViuTV綜藝節目「膠戰」主持，同年12月7日應好友游學修邀請加入YouTube頻道「試當真」任常駐幕前成員。

### 個人生活
2020年8月15日，岑珈其於社交網站宣佈向圈外女友求婚成功，結束五年愛情長跑。2021年1月1日於社交網站宣佈妻子懷孕。2021年1月31日，岑珈其於社交網站宣布兒子出世。2025年6月30日，社交網站再宣布小兒子出世。

## 演出作品

### 電視劇
| 年份   | 名稱                             | 角色       | 電視台   | 備註 |
| 2009年 | 毒海浮生 ─ 肖子                  | 黃成俊     | 香港電台 |      |
| 2010年 | 沒有牆的世界 ─ 一千光年外的自由  | 廖啟智青年 | 香港電台 |      |
| 2011年 | 輕狂歲月 ─ 伊甸                  | 肥毛       | 香港電台 |      |
| 2012年 | 生活逼人 ─ 牛                    | 揚名       | 香港電台 |      |
| 2012年 | 夜不眠 ─ 特別響亮                | 阿奇       | 香港電台 |      |
| 2013年 | 申訴 ─ 苦衷                      | 阿銘       | 香港電台 |      |
| 2014年 | IT行者 ─ 英雄傳說                | 光管       | 香港電台 |      |
| 2014年 | 社企有道II ─ 奇幻少年            | 鬼仔       | 香港電台 |      |
| 2014年 | 獅子山下2014：做地產             | 李永健     | 香港電台 |      |
| 2015年 | 回到未來錢 ─ 商場戰場            | Tony       | 香港電台 |      |
| 2015年 | 賭海迷徒2015                     | 梁文生阿七 | 香港電台 |      |
| 2015年 | 識法保積金2 ─ 有得揀．唔只係老闆 | 阿樂       | 香港電台 |      |
| 2015年 | 證義搜查線3 ─ 超級偶像           | Angus      | 香港電台 |      |
| 2016年 | 獅子山下2016                     | 王樂霖     | 香港電台 |      |
| 2016年 | 三一如三 ─ 江湖告急              | 輝哥       | ViuTV    |      |
| 2017年 | 忘憂理髮店                       | 阿聲       | 香港電台 |      |
| 2017年 | 手語隨想曲5 ─ 愛情               | 阿健       | 香港電台 |      |
| 2018年 | VR驅魔人                         | 多春魚     | ViuTV    |      |
| 2018年 | 假若愛有期限                     | 阿杰       | ViuTV    | 客串 |
| 2018年 | 向西聞記 ─ 獨男愛的機會          | 阿Koo      | hmvod    |      |
| 2018年 | S.C.I.謎案集                     | 楊鋒       | 優酷視頻 | 客串 |
| 2018年 | 那些年那些歌2                    | 阿謙       | 香港電台 |      |
| 2018年 | 火速救兵IV                       | 男傷者     | 香港電台 | 客串 |
| 2018年 | 埋包                             | 阿松       | 香港電台 |      |
| 2018年 | 陽關道                           | 余奕琛     | Astro    |      |
| 2019年 | 義想天開 ─ 最好的尚未來臨        | 阿駿       | 香港電台 |      |
| 2019年 | 巴士咖啡長髮姐姐                 | 阿Sam      | 香港電台 |      |
| 2019年 | 仇老爺爺                         | 小春       | ViuTV    |      |
| 2019年 | 教束                             | 麥浩賢     | ViuTV    |      |
| 2020年 | 二月廿九                         | 白世繼     | ViuTV    |      |
| 2020年 | 歎息橋                           | Kevin      | ViuTV    |      |
| 2020年 | 地產仔                           | 鄧文英     | ViuTV    | 客串 |
| 2021年 | 新導演放映室2021 ─ 夕陽無限好    | 阿忠       | 香港電台 |      |
| 2021年 | 新導演放映室2021 ─ 無名屍        | 子軒       | 香港電台 |      |
| 2021年 | 格外樓神 ─ 人生馬拉松            | 呂非同     | 香港電台 |      |
| 2021年 | 環顧日常 ─ 色香味之外            | 星仔       | 香港電台 |      |
| 2022年 | IT狗                             | 趙家俊     | ViuTV    |      |
| 2022年 | 940920                           | 白世繼     | ViuTV    |      |
| 2022年 | 反起跑線聯盟                     | 梁嘉進     | ViuTV    |      |
| 2022年 | ＃她和她的戀愛小動作             | 阿強       | Viu      |      |
| 2022年 | 季前賽                           | Richard    | ViuTV    |      |
| 2023年 | 殺手廢J                          | Kyle       | ViuTV    |      |
| 2023年 | 和解在後                         | 鍾信立     | ViuTV    |      |
| 2023年 | 轉角浣紗街                       | 張子俊     | Viu      |      |
| 2023年 | 法與情                           | Benni      | ViuTV    |      |
| 2025年 | 哪一天我們會紅                   | 況珈其     | ViuTV    |      |

### 電影
| 年份   | 名稱                 | 角色        | 備註           |
| 2008年 | 烈日當空             | 陳家浩      |                |
| 2010年 | 為你鍾情             | 青年國強    |                |
| 2010年 | 東風破               | 張同祖青年  |                |
| 2012年 | DIVA華麗之後         | 陳家樂 朋友 | 客串           |
| 2012年 | Capture              | Steven      |                |
| 2013年 | 奇幻夜               | 叉燒        |                |
| 2014年 | 曖昧不明關係研究學會 | 李永健      | 客串           |
| 2015年 | 風景                 | 阿彥        |                |
| 2016年 | 點五步               | 陳強        |                |
| 2016年 | 毒。誡               | 阿洪        | 客串           |
| 2016年 | 同囚                 | 趙溢星      |                |
| 2017年 | 29+1                 | 阿Ken       | 客串           |
| 2017年 | 明月幾時有           | 遊擊隊      | 客串           |
| 2018年 | 逆向誘拐             | 王朝        |                |
| 2018年 | 非同凡響             | 吳珈豪      |                |
| 2018年 | 某日某月             | 小明        |                |
| 2018年 | 逆流大叔             | 陳自豪      |                |
| 2018年 | 翠絲                 | 少年池俊    |                |
| 2018年 | 黃金兄弟             | 少年火山    |                |
| 2019年 | 非分熟女             | 阿肥        |                |
| 2019年 | 花椒之味             | 地產經紀人  | 客串           |
| 2019年 | 鬼地方               | 呀龍        |                |
| 2019年 | 金都                 | 強仔        |                |
| 2020年 | 我的筍盤男友         | 牛榮        |                |
| 2020年 | 我的印度男友         | Kong        |                |
| 2020年 | 不日成婚             | 阿健        |                |
| 2020年 | 一秒拳王             | 軍裝警      | 客串           |
| 2021年 | ＃PTGF出租女友       | 良仔        |                |
| 2021年 | 糖街製片廠           | 越凡        |                |
| 2021年 | 源生罪               | 何珈其      | 客串           |
| 2021年 | 緣路山旮旯           | 邱志厚      | [ 17 ]         |
| 2022年 | 阿媽有咗第二個       | 嘉麒        |                |
| 2022年 | 猛鬼3寶              | 導演        |                |
| 2023年 | 不日成婚2            | 阿健        |                |
| 2023年 | 金手指               | Johnny      |                |
| 2024年 | 公開試當真           |             |                |
| 2025年 | 祥賭必贏             | 阿琦        |                |
| 2025年 | 破·地獄              | 魏進生      | 只在加長版出現 |
| 2025年 | 搗破法蘭克           | 陶俊        |                |

### 舞台劇
- 2024年：《Di-Dar音樂劇場》[18]

### 動畫配音
| 年份   | 名稱       | 角色 | 類型 | 備註 |
| 2020年 | 離騷幻覺   | 骰仔 | 短片 |      |
| 2022年 | DC超寵聯萌 | Chip | 電影 |      |
| 2022年 | 烈火少女   | 豹哥 | 電影 |      |
| 2022年 | 奇異大世界 |      | 電影 |      |

### 綜藝、主持節目
| 年份   | 名稱                   | 角色 | 電視台 | 備註 |
| 2019年 | 港男入贅手冊           | 主持 | ViuTV  |      |
| 2020年 | 膠戰                   | 主持 | ViuTV  |      |
| 2021年 | 幫緊你應援團           | 嘉賓 | ViuTV  |      |
| 2021年 | 膠戰新春SP             | 主持 | ViuTV  |      |
| 2021年 | 膠戰S2                 | 主持 | ViuTV  |      |
| 2022年 | MM730-男女自然觀察學會 | 主持 | ViuTV  |      |
| 2022年 | 膠戰SSP                | 主持 | ViuTV  |      |
| 2022年 | 深宵更                 | 主持 | ViuTV  |      |
| 2023年 | 膠戰S3                 | 主持 | ViuTV  |      |
| 2023年 | 馬友旅遊部             | 主持 | ViuTV  |      |
| 待上映 | 膠戰S4                 | 主持 | ViuTV  |      |

### 電台節目
青協網台M21-Uchannel
- 2013年2月9日至2013年5月11日　PlayTime遊戲時間
- 2013年8月10日至2013年8月31日　PlayTime Summer Holiday

### 廣告
- 2023年：建造業議會[19]

### 其他演出
鮮浪潮短片
- 2017年：時光理髮 飾 劉長發
- 2018年：豔陽天 飾 家其
- 2019年：不負好時光 飾 Jack

音樂錄像
- 2014年：PlayTime　說說、HSBC
- 2017年：方皓玟　Let's Say
- 2018年：林一峰　十七一生、大城小子、星光大道
- 2018年：Supper Moment　大丈夫
- 2018年：許靖韻　被討厭的勇氣
- 2021年：馮允謙　思念即地獄
- 2021年：周柏豪 劫後餘生

## 音樂作品
以PlayTime名義推出
- 《說說》（電影曖昧不明關係研究學會主題曲）
- 《漆黑一分鐘》
- 《HSBC》（Handsome Single Boys Club）

以6膠名義推出
- 《膠on!》（與呂爵安、魏浚笙、徐浩昌、黃正宜、劉沛蘅合唱，ViuTV節目膠戰S2主題曲）

## 導演作品
- 2008年：活在當下
- 2009年：Hop
- 2010年：A Creative Journey with Lung Kong
- 2014年：更大的監獄
- 2015年：零．可以成真
- 2016年：一分鐘一份情．Don't say no before you try
- 2017年：急行跳躍
- 2019年：第二十五屆ifva獨立短片及影像媒體比賽宣傳片

## 獎項及提名
2022年度
- Yahoo!搜尋人氣大獎 2022 - 人氣電視節目主題曲《膠on!》（《膠戰》；與呂爵安、魏浚笙、徐浩昌、黃正宜、劉沛蘅）
- Yahoo!搜尋人氣大獎 2022 - 頭100位熱搜本地男女藝人或組合

## 外部連結
- 岑珈其的Facebook專頁（页面存档备份，存于）
- 岑珈其的Instagram帳戶 （页面存档备份，存于）
- 岑珈其的新浪微博（页面存档备份，存于）
- 岑珈其在香港影庫上的簡介
- 香港電台第一台 守下留情 岑珈其訪問（1），2022年3月21日
- 香港電台第一台 守下留情 岑珈其訪問（2），2022年3月22日
- 香港電台第一台 守下留情 岑珈其訪問（3），2022年3月23日
- 香港電台第一台 守下留情 岑珈其訪問（4），2022年3月28日
- 香港電台第一台 守下留情 岑珈其訪問（5），2022年3月29日
- 香港電台第一台 守下留情 岑珈其訪問（6），2022年3月30日